# 24 tướng Hoài Tây thời Minh sơ
Hai mươi bốn tướng Hoài Tây thời Minh sơ (chữ Hán: 明初淮西二十四将, Minh sơ Hoài Tây nhị thập tứ tướng) là 24 vị mãnh tướng theo phò trợ thủ lĩnh nông dân Chu Nguyên Chương giành được giang sơn, lập ra nhà Minh.。

## Bối cảnh
Năm Chí Chính thứ 11 đời Nguyên Thuận Đế (1351), Hàn Sơn Đồng, Lưu Phúc Thông dựng cờ kháng Nguyên, gọi là Hồng cân quân, Hàn Sơn Đồng tự xưng là Minh vương, khơi mào cho phong trào nông dân lan rộng khắp miền nam Trung Quốc. Một năm sau (1352), Chu Trùng Bát được bạn thân là Thang Hòa mời gia nhập Hồng cân quân dưới trướng Quách Tử Hưng ở Hào Châu, nhờ khả năng chỉ huy mà nhanh chóng trở thành thân tín đắc lực và được Quách Tử Hưng đổi tên là Chu Nguyên Chương. Tuy nhiên thành Hào Châu nội bộ nghĩa quân bất hòa, chia thành nhiều phe phái tranh chấp với nhau. Trước tình hình như vậy, Chu Nguyên Chương nhận định rằng nếu cứ tiếp tục ở lại nơi đó thì không thể thực hiện được hoài bão lớn của mình, nên vào đầu năm Chí Chính thứ 14 (1354) đã rời Hào Châu theo hướng nam đến huyện Định Viễn, chiêu mộ những anh em trước đây của mình như Từ Đạt, Thang Hòa tổng cộng 24 người, đấy chính là 24 vị tướng đầu tiên phò trợ Chu Nguyên Chương, trở thành những đại tướng góp công lớn trong việc thu phục thiên hạ của họ Chu sau này..

## Danh sách
| TT | Họ tên           | Sinh                          | Mất                         | Tước vị                                                    |
| -- | ---------------- | ----------------------------- | --------------------------- | ---------------------------------------------------------- |
| 1  | Từ Đạt           | 1332 (Chí Thuận năm thứ 3)    | 1385 (Hồng Vũ năm thứ 18)   | Ngụy Quốc công Trung Sơn vương (truy phong)                |
| 2  | Thang Hòa        | 1326 (Thái Định năm thứ 3)    | 1395 (Hồng Vũ năm thứ 28)   | Tín Quốc công Đông Âu vương (truy phong)                   |
| 3  | Ngô Lương        | 1323 (Chí Trị năm thứ 3)      | 1381 (Hồng Vũ năm thứ 14)   | Giang Âm hầu Giang Quốc công (truy phong)                  |
| 4  | Ngô Trinh        | 1328 (Thiên Lịch nguyên niên) | 1379 (Hồng Vũ năm thứ 12)   | Tĩnh Hải hầu Hải Quốc công (truy phong)                    |
| 5  | Hoa Vân          | 1322 (Chí Trị năm thứ 2)      | 1360 (Chí Chính năm thứ 20) | Đông Khâu quận hầu (truy phong)                            |
| 6  | Trần Đức         | 1330 (Chí Thuận nguyên niên)  | 1378 (Hồng Vũ năm thứ 11)   | Lâm Giang hầu Kỷ Quốc công (truy phong)                    |
| 7  | Cố Thời          | 1334 (Nguyên Thống năm thứ 2) | 1379 (Hồng Vũ năm thứ 12)   | Tế Ninh hầu Đằng Quốc công (truy phong)                    |
| 8  | Phí Tụ           | 1326 (Thái Định năm thứ 3)    | 1390 (Hồng Vũ năm thứ 23)   | Bình Lương hầu                                             |
| 9  | Cảnh Tái Thành   | Không rõ                      | 1362 (Chí Chính năm thứ 22) | Cao Dương quận công (truy phong) Tứ Quốc công (truy phong) |
| 10 | Cảnh Bính Văn    | 1334 (Nguyên Thống năm thứ 2) | 1403 (Vĩnh Lạc nguyên niên) | Trường Hưng hầu                                            |
| 11 | Đường Thắng Tông | 1335 (Chí Nguyên nguyên niên) | 1390 (Hồng Vũ năm thứ 23)   | Diên An hầu                                                |
| 12 | Lục Trọng Hanh   | Không rõ                      | 1390 (Hồng Vũ năm thứ 23)   | Cát An hầu                                                 |
| 13 | Hoa Vân Long     | 1332 (Chí Thuận năm thứ 3)    | 1374 (Hồng Vũ năm thứ 7)    | Hoài An hầu                                                |
| 14 | Trịnh Ngộ Xuân   | Không rõ                      | 1390 (Hồng Vũ năm thứ 23)   | Huỳnh Dương hầu                                            |
| 15 | Quách Hưng       | 1331 (Chí Thuận năm thứ 2)    | 1384 (Hồng Vũ năm thứ 17)   | Củng Xương hầu Thiểm Quốc công (truy phong)                |
| 16 | Quách Anh        | 1335 (Chí Nguyên nguyên niên) | 1403 (Vĩnh Lạc nguyên niên) | Vũ Định hầu Doanh Quốc công (truy phong)                   |
| 17 | Hồ Hải           | 1329 (Thiên Lịch năm thứ 2)   | 1391 (Hồng Vũ năm thứ 24)   | Đông Xuyên hầu                                             |
| 18 | Trương Long      | Không rõ                      | 1397 (Hồng Vũ năm thứ 30)   | Phượng Tường hầu                                           |
| 19 | Trần Hoàn        | Không rõ                      | 1393 (Hồng Vũ năm thứ 26)   | Phổ Định hầu                                               |
| 20 | Tạ Thành         | Không rõ                      | 1394 (Hồng Vũ năm thứ 27)   | Vĩnh Bình hầu                                              |
| 21 | Lý Tân Tài       | Không rõ                      | 1395 (Hồng Vũ năm thứ 28)   | Sùng Sơn hầu                                               |
| 22 | Trương Hách      | 1324 (Thái Định nguyên niên)  | 1390 (Hồng Vũ năm thứ 23)   | Hàng Hải hầu Ân Quốc công (truy phong)                     |
| 23 | Trương Thuyên    | Không rõ                      | Không rõ                    | Vĩnh Định hầu                                              |
| 24 | Chu Đức Hưng     | Không rõ                      | 1392 (Hồng Vũ năm thứ 25)   | Giang Hạ hầu                                               |

Trong 24 vị tướng Hoài Tây, phần lớn chết trước Chu Nguyên Chương, trong đó một số tử trận trước khi thành lập nhà Minh (Hoa Vân, Cảnh Tái Thành), một số bị xử tử trong các đại án thời Hồng Vũ (Phí Tụ, Đường Thắng Tông, Lục Trọng Hanh, Trịnh Ngộ Xuân, Chu Đức Hưng, Trần Hoàn, Tạ Thành và Lý Tân Tài), một số chết vị bệnh tật hoặc già yếu (Từ Đạt, Thang Hòa, Ngô Lương, Ngô Trinh, Trần Đức, Cố Thời, Hoa Vân Long, Quách Hưng, Quách Anh, Hồ Hải, Trương Long, Trương Hách, Cảnh Bính Văn), riêng Cảnh Bính Văn và Quách Anh là hai công thần duy nhất sống qua thời Hồng Vũ.

## Tranh nghị
Hậu thế có nghi ngờ về danh sách 24 tướng này, đặc biệt là trường hợp Thường Ngộ Xuân là tướng lĩnh lập công lao hàng bậc nhất mà lại không có trong danh sách, trong khi lại xuất hiện nhân vật Trịnh Ngộ Xuân, liệu hai người đó có phải là một. Có người phản bác rằng Thường Ngộ Xuân theo về với Chu Nguyên Chương là năm 1355, muộn hơn 1 năm so với sự kiện dời quân đến Định Viễn, nên nhân vật Trịnh Ngộ Xuân này với Thường Ngộ Xuân vẫn là hai người khác nhau.